# Haus Nummer 17
Haus Nummer 17 ist ein deutscher Kriminalstummfilm von Géza von Bolváry aus dem Jahre 1928 mit Ernst Reicher, Lien Deyers, Fritz Greiner und dem Briten Guy Newall in den Hauptrollen. Der Geschichte liegt ein Bühnenstück von Joseph Jefferson Farjeon zugrunde.

## Handlung
Der Einbrecherkönig Shelldrake sitzt wegen Raubes hinter Gittern. Er leugnet jedoch rundheraus, etwas mit dem Einbruch zu tun zu haben, bei dem der berühmte Suffolk-Schmuck gestohlen wurde. Der Privatdetektiv Barton möchte dem Ganoven auf die Spur kommen und legt deshalb eine Leimrute aus, indem er eine Feile in Shelldrakes Zelle schmuggelt. Tatsächlich benutzt der Gangster das Werkzeug und bricht aus dem Knast aus. Heimlich folgt der Detektiv dem Ausbrecher, der schnurstracks in eines der finstersten und verkommensten Viertels London flieht und dort das Haus Nummer 17 betritt. Dieses Gebäude gilt als Schlupfloch für die heimische Verbrecherwelt. Wer dort erst einmal eintritt, der verschwindet auf unerklärliche Weise. Mit Harold Brant folgt ein Komplize Shelldrakes dessen Spur, denn der hofft, etwas von dessen Beuteanteil abzukommen. Tatsächlich hat Shelldrake den Schmuck im Keller von Haus Nummer 17 versteckt.
Im Haus finden sich allerlei dunkles Gesindel aber auch einige aufrechte Gestalten wie der Trödler Sam Ackroys, dessen blutjunge, hübsche Tochter Elsie und der hilfsbereite Matrose Ben ein. Es kommt bald zum Tumult, jeder gegen jeden. Barton wird hinterrücks niedergestreckt und Ben gefangen genommen. Doch der smarte Matrose kann sich selbst befreien und flieht in einen tiefen Schacht. Es stellt sich heraus, dass unter dem Haus eine Eisenbahnunterführung verläuft, durch die die bislang in Nummer 17 einkehrenden Gangster sich stets der Polizeigewalt entziehen konnten. Die Schurken werden verhaftet und der gestohlene Schmuck dem Besitzer zurückgegeben. Auf Anordnung des Londoner Polizeipräsidenten wird Haus Nummer 17 abgerissen und dem Erdboden gleichgemacht.

## Produktionsnotizen
Haus Nummer 17 entstand im Frühjahr 1928 auf dem UFA-Filmgelände in Berlin-Tempelhof und passierte die Zensur am 18. Mai desselben Jahres. Die Uraufführung des Sechsakters mit einer Länge von 2253 Metern erfolgte am 30. November 1928 in Berlins Tauentzienpalast.
Die Filmbauten entwarf O. F. Werndorff.
Derselbe Stoff wurde vier Jahre später (1932) von Alfred Hitchcock unter dem Titel Nummer siebzehn als früher Tonfilm neu verfilmt.